# Milevum
Milevum (llatí: Milevum o Mireum; grec antic: Μίρεον o Μύραιον, segons Claudi Ptolemeu) va ser una colònia romana (Mileu colonia, en diu la Taula de Peutinger) a Numídia que l'Itinerari d'Antoní situa a unes 25.000 passes (uns 40 km) de Cirta.
Se suposa que pel fet d'haver estat la seu de dos concilis provincials en època cristiana havia de ser un lloc important.